# 영국의 왕위 계승 순위

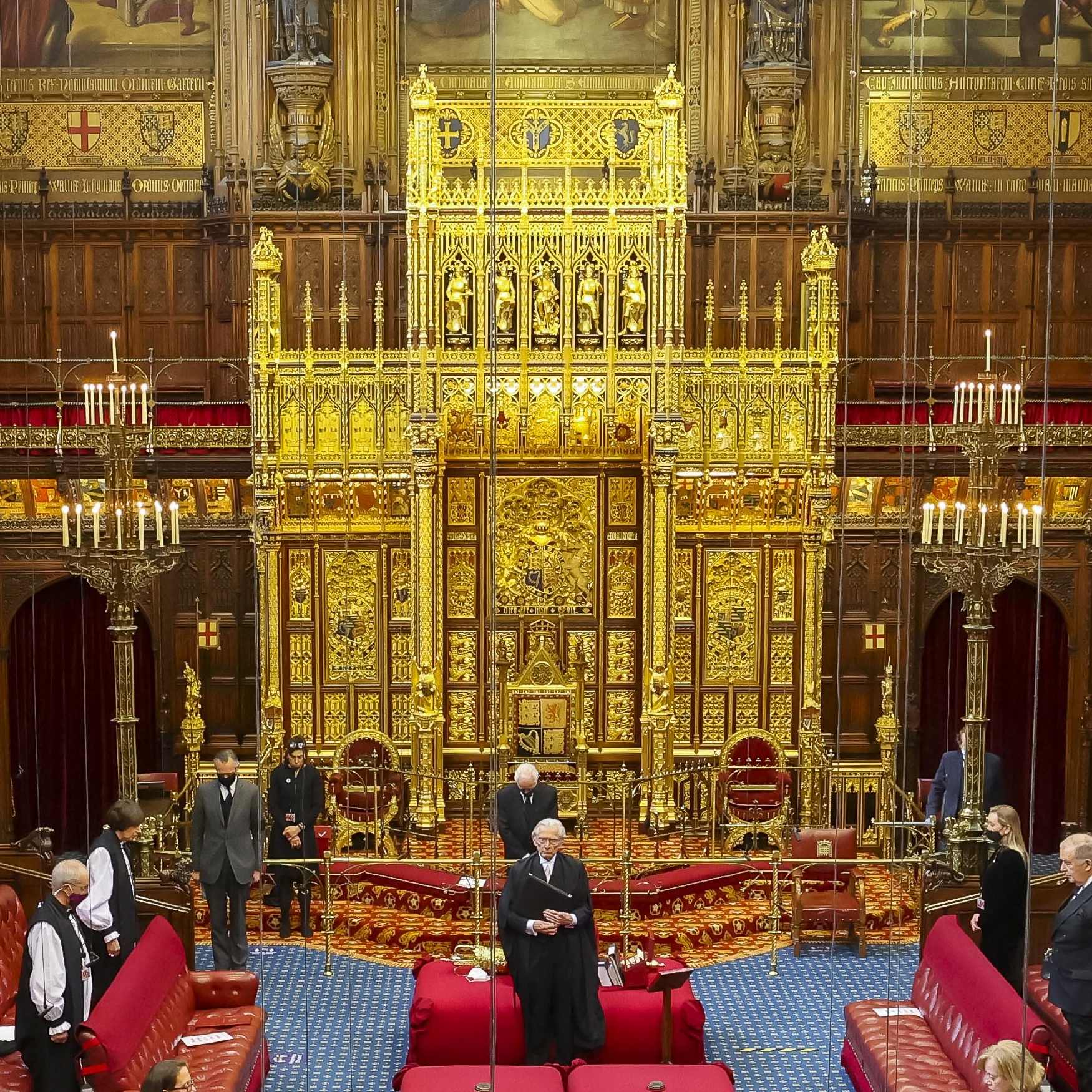
귀족원의 주권자의 왕좌는 이로부터 의회의 개회식에서 연설이 이루어지게 된다.

영국의 왕위 계승 권리를 가진 사람은 무수히 많다. 구교 국가여서, 영국과의 정략 결혼이 이루어지지 않은 이탈리아와 오스트리아 등의 명문 가문에도 상당 수가 영국의 왕위 계승 권리를 가지고 있다. 현재 영국의 군주는 찰스 3세이며, 왕위 계승 순위 1위는 웨일스 공 윌리엄이다. 현재 영국의 왕위 계승 권리를 가진 사람은 2001년 기준으로 4,973명이다.

## 왕위 계승 조건
- 반드시 본인과 배우자가 성공회나 개신교 신자여야 한다.
- 계승순위의 우선권은 상속되므로, 상위 계승순위에서 자녀가 태어날 경우 하위 계승순위는 모두 조정된다.
- 2015년에 발표된 칙령에 따라 2011년 10월 28일 이후로 출생한 자는 성별 상관없이 출생 순서에 따라 순위가 높다.

## 계승 순위에서 제외되는 사람들
- 위 첨자XMP : 로마 가톨릭 교도와 결혼하여, 자격을 잃음.
- 위 첨자XP : 본인이 로마 가톨릭으로 개종하여, 자격을 잃음.
- 위 첨자X : 부모가 혼인을 하지 않고, 낳은 아이로서 왕위 계승권이 없음.

## 왕위 계승 순위

### 영국 왕실 직계
(에드워드 3세 → 곤트의 존 → 제1대 서머싯 백작 존 보퍼트 → 제1대 서머싯 공작 존 보퍼트 → 마거릿 보퍼트 → 헨리 7세 → 마거릿 튜더 → 마거릿 더글러스 → 단리 경 헨리 스튜어트 → 제임스 6세&1세 → 보헤미아의 엘리자베스 →) 팔츠의 조피 → 조지 1세 → 조지 2세 → 웨일스 공 프레더릭 → 조지 3세 → 켄트와 스트래선의 공작 에드워드 → 빅토리아 → 에드워드 7세 → 조지 5세 → 조지6세 → 엘리자베스 2세
- 찰스 3세 (b. 1948)
  - (1) 웨일스 공 윌리엄 (b. 1982): 찰스 3세의 장남.
    - (2) 웨일스 공자 조지 (b. 2013): 웨일스 공 윌리엄의 장남.
    - (3) 웨일스 공녀 샬럿 (b. 2015): 웨일스 공 월리엄의 딸.
    - (4) 웨일스 공자 루이 (b. 2018): 웨일스 공 윌리엄의 차남.

  - (5) 서식스 공작 해리 (b. 1984): 찰스 3세의 차남.
    - (6) 서식스 공자 아치 (b.2019): 서식스 공작 해리의 아들.
    - (7) 서식스 공녀 릴리벳 (b.2021): 서식스 공작 해리의 딸.

### 영국 왕실 방계 - 엘리자베스 2세 계열
- 엘리자베스 2세 (1926–2022)
  - (8) 요크 공작 앤드루 (b. 1960): 엘리자베스 2세의 아들
    - (9) 요크 공녀 베아트리스 (b. 1988): 요크 공작 앤드루의 딸.
      - (10) 시에나 마펠리 모치 (b. 2021): 요크 공녀 베아트리스의 딸.
      - (11) 아테나 마펠리 모치 (b. 2025): 요크 공녀 베아트리스의 딸.

    - (12) 요크 공녀 유제니 (b. 1990): 요크 공작 앤드루의 딸.
      - (13) 어거스트 브룩스뱅크 (b. 2021): 요크 공녀 유제니의 아들.
      - (14) 어니스트 브룩스뱅크 (b. 2023): 요크 공녀 유제니의 아들.

  - (15) 에든버러 공작 에드워드 (b. 1964): 엘리자베스 2세의 아들.
    - (16) 웨식스 백작 제임스 (b. 2007): 에든버러 공작 에드워드의 아들.
    - (17) 레이디 루이즈 윈저 (b. 2003): 에든버러 공작 에드워드의 딸.

  - (18) 프린세스  로열 앤 (b. 1950): 엘리자베스 2세의 딸.
    - (19) 피터 필립스 (b. 1977): 프린세스 로열 앤의 아들.
      - (20) 사바나 필립스 (b. 2010): 피터 필립스의 딸.
      - (21) 아일라 필립스 (b. 2012): 피터 필립스의 딸.

    - (22) 자라 틴들 (b. 1981): 프린세스 로열 앤의 딸.
      - (23) 미아 틴들 (b. 2014): 자라 틴들의 딸.
      - (24) 레이나 틴들 (b. 2018): 자라 틴들의 딸.
      - (25) 루카스 틴들 (b. 2021): 자라 틴들의 아들.

### 영국 왕실 방계 - 조지 6세 계열
- 조지 6세 (1895–1952)
  - 스노든 백작 부인 마거릿 (1930–2002): 조지 6세와 엘리자베스 보우스라이언의 딸
    - (26) 제2대 스노든 백작 데이비드 암스트롱존스 (b. 1961): 제1대 스노든 백작 안토니 암스트롱존스와 스노든 백작 부인 마거릿의 아들.
      - (27) 린리 자작 찰스 암스트롱존스 (b. 1999): 제2대 스노든 백작 데이비드 암스트롱존스의 아들.
      - (28) 레이디 마가리타 암스트롱존스 (b. 2002): 제2대 스노든 백작 데이비드 암스트롱존스의 딸.

    - (29) 레이디 사라 차토 (b. 1964): 스노든 백작 부인 마거릿의 딸.
      - (30) 새뮤얼 차토 (b. 1996): 레이디 사라 차토의 아들.
      - (31) 아서 차토 (b. 1999): 레이디 사라 차토의 아들.

### 영국 왕실 방계 - 조지 5세 계열
- 조지 5세 (1865–1936)
  - 글로스터 공작 헨리 (1900–1974)
    - (32) 글로스터 공작 리처드 (b. 1944)
      - (33) 얼스터 백작 알렉산더 윈저 (b. 1974)
        - (34) 컬로든 남작 잔 윈저 (b. 2007)
        - (35) 레이디 코시마 윈저 (b. 2010)

      - (36) 레이디 다비나 윈저 (b. 1977)
        - (37) 세나 루이스 (b. 2010)
        - (38) 타네 루이스 (b. 2012)

      - (39) 레이디 로즈 길먼 (b. 1980)
        - (40) 라일라 길먼 (b. 2010)
        - (41) 루퍼스 길먼 (b. 2012)

  - 켄트 공작 조지 (1902–1942)
    - (42) 켄트 공작 에드워드 (b. 1935)
      - (43) 세인트앤드루스 백작 조지 윈저 (b. 1962)
        - 다운패트릭 경 에드워드 윈저 (b. 1988) XP
        - 레이디 마리나 윈저 (b. 1992) XP
        - (44) 레이디 아멜리아 윈저 (b. 1995)

      - 니콜라스 윈저 경 (b. 1970) XP
        - (45) 앨버트 윈저 (b. 2007)
        - (46) 레오폴드 윈저 (b. 2009)
        - (47) 루이 윈저 (b. 2014)

      - (48) 레이디 헬렌 테일러 (b. 1964)
        - (49) 콜럼버스 테일러 (b. 1994)
        - (50) 카시우스 테일러 (b. 1996)
        - (51) 엘로이즈 테일러 (b. 2003)
        - (52) 에스텔라 테일러 (b. 2004)

    - (53) 켄트 공자 마이클 (b. 1942)
      - (54) 프레드릭 윈저 경 (b. 1979)
        - (55) 모드 윈저 (b. 2013)
        - (56) 이사벨라 윈저 (b. 2016)

      - (57) 레이디 가브리엘라 킹스턴 (b. 1981)

    - (58) 오너러블 레이디 알렉산드라 오길비 (b. 1936)
      - (59) 제임스 오길비 (b. 1964)
        - (60) 알렉산더 오길비 (b. 1996)
        - (61) 플로라 베스터버그 (b. 1994)

      - (62) 마리나 오길비 (b. 1966)
        - (63) 크리스티안 모와트 (b. 1993)
        - (64) 제너스카 모와트 (b. 1990)